# Carl Blegen

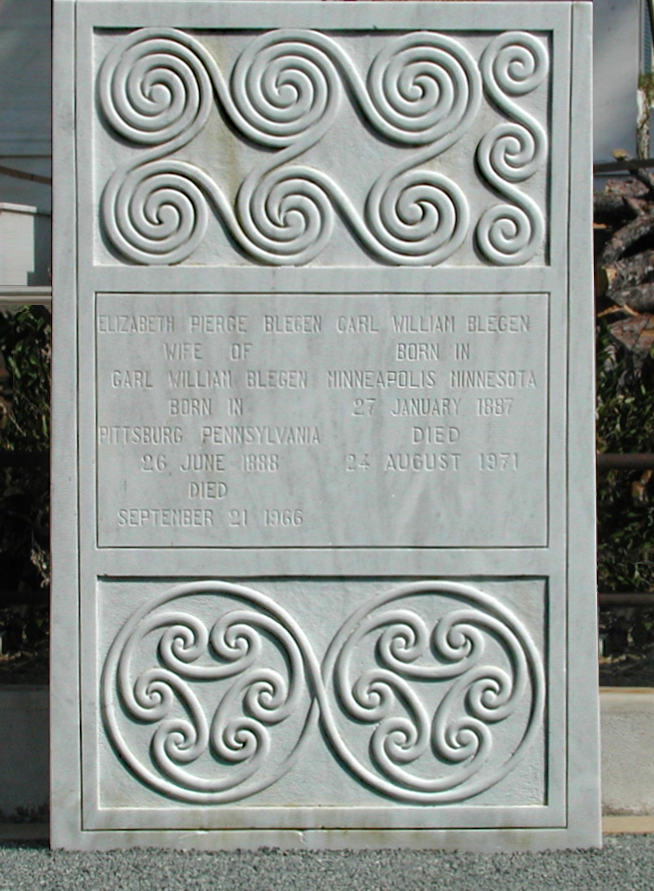
Túmulo de Carl Blegen e Elizabeth, Primeiro Cemitério de Atenas

Carl William Blegen (Minneapolis, Minnesota 27 de janeiro de 1887 - 24 de agosto de 1971 Atenas, Grécia) foi um arqueólogo americano que trabalhou no sítio de Pilos, na Grécia, e em Tróia, na atual Turquia . Dirigiu as escavações pela Unniversidade de Cincinnati no monte de Hisarlik, sítio de Tróia, de 1932 a 1938.